# Generalfältmarskalk
Generalfältmarskalk (tyska: Generalfeldmarschall) är en militär grad som har sitt ursprung i Tyskland.